# Jim Mandich
James Michael Mandich (Cleveland, 30 luglio 1948 – Miami Lakes, 26 aprile 2011) è stato un giocatore di football americano statunitense che ha giocato nel ruolo di tight end nella National Football League (NFL). Fu scelto nel corso del secondo giro (29º assoluto) del Draft NFL 1970 dai Miami Dolphins. Al college giocò a football all'Università del Michigan.

## Carriera professionistica
Mandich fu scelto dai Miami Dolphins nel corso del secondo giro del Draft 1970. Disputò tutte le 14 gare della stagione regolare nel 1970, segnando un touchdown dopo un ricezione di 3 yard contro gli Houston Oilers il 27 settembre. Nella stagione da imbattuti dei Dolphins nel 1972,  Mandich segnò un touchdown contro i Minnesota Vikings e due (in due partite) contro i New England Patriots. Nei playoff ricevette due passaggi, uno da 5 yard nella finale della AFC contro i Pittsburgh Steelers e una da 19 yard nel Super Bowl VII. Vinse il Super Bowl anche nella stagione successiva, battendo i Vikings. Il suo anno più produttivo fu quello del 1974, in cui ricevette 33 passaggi per 374 yard e 6 touchdown. Non scese in campo nella gara di playoff persa da Miami contro gli Oakland Raiders. Gli ultimi touchdown di Mandich giunsero nella stagione 1976 contro i Patriots, i New York Jets due volte e i Baltimore Colts. Nel 1978 passò per un'ultima stagione agli Steelers con cui non ricevette alcun passaggio in dieci gare ma vincendo a fine anno il suo terzo Super Bowl.

## Palmarès

### Franchigia
- Super Bowl : 3

Miami Dolphins: VII, VIII
Pittsburgh Steelers: XIII
- American Football Conference Championship: 4

Miami Dolphins: 1971, 1972, 1973
Pittsburgh Steelers: 1978

### Individuale
- Miami Dolphins Honor Roll
- College Football Hall of Fame

## Statistiche
| Partite totali | 129   |
| Ricezioni      | 121   |
| Yard ricevute  | 1.406 |
| Touchdown      | 23    |